# Iglesia de Sant Romà dels Vilars
La iglesia de Sant Romà dels Vilars es una capilla prerrománica del siglo X, situada en Els Vilars d'Engordany, en la parroquia andorrana de Las Escaldas-Engordany. Se encuentra a 1861 m s. n. m. de altitud, al pie del pico de Padern.

## Descripción

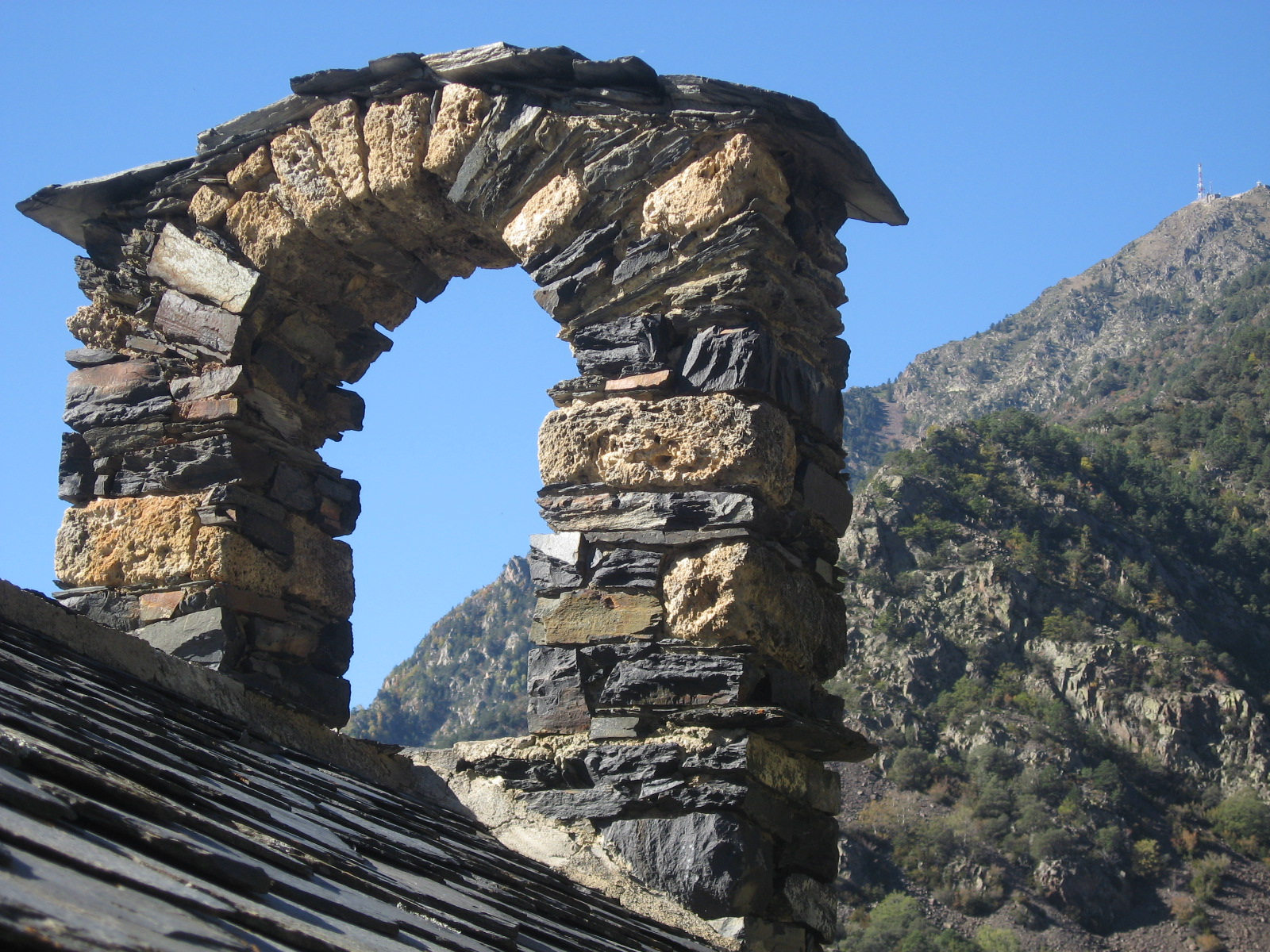
Campanario de espadaña de Sant Romà

Es una iglesia rural y austera, de las más antiguas de Andorra. La planta consta de una única nave rectangular con un ábside cuadrangular al este separado de la nave por un arco presbiteral. En el lado oeste se aprovechó el desnivel del terreno para construir un nuevo cuerpo de dos plantas con un pórtico cubierto y, encima, el coro. La puerta, cuadrada, se abre a la fachada sur. El suelo de la nave tiene un desnivel de 55 cm.
Los muros son de bloques irregulares de piedra calcárea y pizarra. El tejado a dos vertientes cubre también el ábside. Del muro oeste sobresale un campanario de espadaña con un solo ojo y con cubierta de medio punto bombeada.
En la iglesia parroquial de Sant Pere Màrtir se conserva un retablo proveniente de esta edificación religiosa.